# Michel Brault
Pour les articles homonymes, voir Brault.
Michel Brault (né le 25 juin 1928 à Montréal, mort le 21 septembre 2013 à Toronto) est un cinéaste québécois. Il est considéré comme l'un des grands noms du cinéma québécois et canadien. Pionnier du cinéma direct, il est parmi les premiers à utiliser une caméra plus légère, portée sur l'épaule, pratique aujourd'hui incontournable. Comme réalisateur, directeur de la photographie et producteur, il est l'auteur d'une filmographie importante qui a marqué l'histoire du cinéma au Québec et qui lui a valu d'être le seul cinéaste québécois à gagner le prix de la mise en scène du Festival de Cannes. Il figure parmi les personnalités culturelles centrales de la Révolution tranquille, dont il saisit, à travers ses films, le développement et les caractéristiques. 

## Biographie

### Jeunesse et études
Michel Brault est né à Montréal, dans un milieu aisé, le 25 juin 1928. Sa mère, Céline Marchand, est la petite-fille de Félix-Gabriel Marchand, ancien premier ministre du Québec, et son père, Paul-Hector Brault, est courtier. Ses parents désirent initialement qu'il fasse des études en architecture. Brault étudie d'abord au Collège Stanislas, à Outremont, où il fait son cours classique. Il y rencontre Claude Jutra, qui l'incite à explorer sa passion pour le cinéma et la photographie. Par la suite, en 1948, alors qu'ils étudient ensemble au Séminaire de Saint-Jean, il aide Claude avec son premier film, Le Dément du lac Jean-Jeunes (1948). 
L'année suivante, maintenant tous deux inscrits à l'Université de Montréal, il réalise avec Claude Jutra Mouvement perpétuel (1949), qui remporte le prix du meilleur film amateur au Palmarès du film canadien (1950). Cette même année, alors qu'il étudie en philosophie, il réalise un court métrage intitulé Matin (1950). 

### Début de carrière
Michel Brault est engagé pour la première fois comme caméraman à l'Office national du film du Canada (ONF), à Ottawa, durant l'été 1950. Il n'y demeure que trois mois. Entre-temps, depuis le début des années 1950, il écrit pour le magazine Découpages, fonde la société de production Cinéma 16, et travaille comme photographe de mariage. Il assiste aussi le réalisateur Jean-Yves Bigras durant le tournage d'Aurore, l'enfant martyre (1952). Brault collabore également avec Jacques Giraldeau, rencontré à l'Université de Montréal, sur la série Les petites médisances (1953-1954), diffusée sur les ondes de Radio-Canada.
Brault revient à l'ONF en 1956 lorsque l'organisme déménage à Montréal. Il fait alors partie de l'équipe française de l'ONF, où il côtoie d'autres cinéastes influents comme Claude Jutra, Pierre Perrault, Marcel Carrière, Claude Fournier et Gilles Groulx, avec qui il partage une approche et une vision similaire du cinéma. Il y œuvre comme caméraman sur deux courts documentaires non scriptés de la série Candid Eye réalisés par Terence Macartney-Filgate: The Day Before Christmas (1958) et Police (1958). C'est dans ce contexte que Brault découvre une forme de cinématographie qui, grâce à l'avènement de caméras plus légères et maniables, cherche à saisir le moment présent et le réel. Il se retrouve aussi derrière la caméra pour le premier long métrage dramatique de Claude Jutra, Les Mains nettes (1958).  
Toujours en 1958, il coréalise avec Gilles Groulx un court documentaire sur le congrès annuel du club des raquetteurs, tenu à Sherbrooke en 1957. La sortie des Raquetteurs (1958), une œuvre fondamentale dans le développement du cinéma direct, est un moment-charnière dans la carrière de Brault. Même si, initialement et à la demande de Gilles Groulx, il devait produire trois minutes de contenu, Brault apporte avec lui suffisamment de pellicule pour filmer les festivités, mêlé à la foule, avec sa caméra à l'épaule. Il parvient ainsi à saisir des scènes humoristiques, authentiques et réelles qui dépassent largement les trois minutes demandées. Si l'audio du documentaire est ajouté plus tard, en studio, le preneur de son Marcel Carrière tente pour la première fois, durant le tournage, de faire une prise de son synchrone. Le film n'a pas le succès escompté auprès des dirigeants de l'ONF, qui le relèguent aux archives. Malgré tout, Gilles Groulx, avec le concours de producteurs de l'organisme, termine le montage et parvient à le sortir. 

### Collaboration avec Jean Rouch et Mario Ruspoli
Michel Brault fait la connaissance de Jean Rouch en 1959, lors d'un séminaire tenu à Santa Barbara, en Californie. Cette rencontre s'avère déterminante dans la suite de sa carrière. Elle l'est d'abord au point de vue technique, avec l'apport de nouvelles caméras légères comme la KTM Coutant-Mathot de la compagnie Éclair, que Brault aide à perfectionner. Le son n'est pas encore synchrone: lors du tournage, on l'enregistre puis on le synchronise plus tard avec l'image durant le montage. Il s'agit d'une étape de plus vers le son synchrone, un pilier du cinéma direct qui n'arrive que quelques années plus tard. 
Sa collaboration avec Jean Rouch exerce aussi une influence importante sur la cinématographie de Brault. En effet, l'année suivante, Jean Rouch, qui avait vu Les Raquetteurs, l'invite à participer à la réalisation du documentaire Chronique d'un été (1961), qui marque le début, en France, du cinéma-vérité, un genre proche du cinéma direct. C'est également à travers Jean Rouch qu'il fait la rencontre du cinéaste italien Mario Ruspoli, avec qui il filme Les inconnus de la terre (1961). La philosophie des deux cinéastes européens, leur rapport au sujet filmé, qu'il faut capturer sans avoir l'air de faire du cinéma, l'influencent énormément. 

### Retour au Québec et réalisation dePour la suite du monde
À son retour au Québec, il coréalise La lutte (1961), qui porte sur l'univers de la lutte professionnelle à Montréal, et Québec USA ou l'invasion pacifique (1961), qui jette un regard sur le tourisme américain au Québec durant les années 1960. Il dirige aussi la photographie de Golden Gloves (1961), un documentaire de Gilles Groulx sur la boxe amateure. L'année suivante, il se retrouve derrière la caméra pour À Saint-Henri le cinq septembre (1962), un documentaire réalisé par Hubert Aquin portant sur la vie dans Saint-Henri, un quartier ouvrier de Montréal. Il réalise également Les enfants du silence (1962), qui porte sur les enfants atteints de surdité.  
L'année 1963 marque un tournant dans la carrière de Michel Brault. Pour la suite du monde (1963), un documentaire qu'il coréalise avec Pierre Perrault, devient le premier film québécois à figurer au Festival de Cannes. Ce documentaire, considéré comme un chef-d'œuvre du cinéma direct et qui porte sur le mode de vie et la pêche traditionnelle des habitants de L'Isle-aux-Coudres, connait un important succès. Il est même vu comme la consécration des efforts de l'équipe française de l'ONF. Pour la suite du monde remporte en 1964 un prix au Palmarès du film canadien. Maintenant considéré comme l'une des œuvres phares du cinéma québécois, Pour la suite du monde est désigné « Événement historique » par le ministère québécois de la Culture et des Communications en 2017. La même année, Brault réalise aussi la photographie du film À tout prendre de Claude Jutra (1963). 

### Départ de l'ONF
Après À tout prendre ainsi que les courts métrages Le temps perdu (1964) et Geneviève (1965), il quitte l'ONF en 1965 pour fonder Nanouk Films. Cela ne marque néanmoins pas la fin de ses relations avec l'ONF, avec qui il collaborera à plusieurs reprises durant les décennies suivantes. En 1967, Brault réalise son premier long métrage de fiction, Entre la mer et l'eau douce (1967), qui sera présenté la même année dans la sélection de la Quinzaine des réalisateurs du Festival de Cannes. En 1969, il réalise le documentaire Éloge du chiac (1969), qui porte sur la difficulté des francophones du Nouveau-Brunswick à préserver leur langue. En 1970, Brault réalise la photographie d'Un pays sans bon sens! (1970) de Pierre Perrault et celle de Mon oncle Antoine (1970) de Claude Jutra, considéré comme l'un des monuments du cinéma québécois. Il poursuit sa collaboration avec Pierre Perrault, avec qui il coréalise L'Acadie, l'Acadie?!? (1971) ainsi qu'avec Claude Jutra, dont il réalise la photographie de Kamouraska (1973), une adaptation du roman du même nom d'Anne Hébert.

### Les OrdresetLe son des Français d'Amérique
C'est en 1974 que Michel Brault réalise son film le plus important: Les Ordres, un long métrage portant sur la dérive autoritaire du gouvernement durant la crise d'Octobre de 1970. Les Ordres se veut un devoir de mémoire pour lui. Il veut rappeler l'arrestation infondée et l'humiliation de centaines de personnes par les autorités au mois d'octobre 1970. Mêlant fiction et documentaire, il se base sur les témoignages de cinquante personnes arrêtées durant la crise pour recréer le parcours de cinq personnages fictifs. Il en dit: 
« Mon film n'est pas un film qui porte sur les évènements d'octobre 1970, mais un film sur l'humiliation. Il dépasse les évènements et touche l'homme. Rien de ce qui est raconté dans le film n'est le fruit de l'imagination. Tout est basé sur les récits des gens qui ont été incarcérés pendant la crise d'octobre 70. Je devais faire un film pour l'ONF, qui l'a refusé. J'y avais mis cinquante heures de travail. [...] Le sujet était trop brûlant pour le garder dans mes filières. Un peuple adulte est un peuple renseigné. Mon film a une note universelle en ce sens que cette crise politique peut arriver à n'importe quel peuple. Et si elle se reproduit ici, les gens sont en droit de savoir ce qui s'est passé exactement, comment il devra réagir à partir de qu'il sait ».
Le film, rejeté non seulement par l'ONF mais aussi par la Société de développement de l'industrie cinématographique du Canada, connait un énorme succès au Québec. Les Ordres récolte le prix de la mise en scène au Festival de Cannes ainsi que le prix du meilleur film canadien du Palmarès du film canadien en 1975. Il fait également partie des quelques films produits au XXe siècle à avoir été rentables. Malgré cela, des voix s'élèvent, notamment celles de Pierre Vallières et d'Andrée Ferretti, pour qui le film n'atteint pas le but qu'il s'était donné. En effet, pour obtenir le nécessaire financement nécessaire pour le produire, Brault a dû en diminuer la dimension politique.  
En 1974, Brault coréalise avec André Gladu une autre œuvre phare de son répertoire: Le son des Français d'Amérique, une importante série documentaire portant sur la langue, la musique et le chant des communautés francophones d'Amérique du Nord. La série, filmée dans le style désormais bien connu du cinéma direct, dure jusqu'en 1980 et compte 27 films d'une trentaine de minutes chacun. Elle cherche non seulement à mettre en valeur le français parlé des francophones nord-américains mais aussi ses origines complexes, marquées par les déplacements forcés, les migrations et l'acculturation. La série est classée en 2017 au registre de la Mémoire du Monde de l'UNESCO. 

### Fin de carrière
Au courant des décennies suivantes, Michel Brault réalise plusieurs films de fiction et documentaires: La Belle ouvrage (1977-1980), une série portant sur les métiers traditionnels québécois, A Freedom to Move (1985), un court métrage présenté dans le cadre de l'Exposition internationale de 1986 à Vancouver, Les Noces de papier (1989), pour lequel il reçoit un prix Gémeaux, Shabbat Shalom! (1992) et Mon amie Max (1994). Il réalise aussi la photographie de Mourir à tue-tête (1979) d'Anne Claire Poirier et des Bons débarras (1980) de Francis Mankiewicz, avec qui il avait collaboré en 1972 sur Le temps d'une chasse (1972). 
Vers la fin de sa vie, Brault diminue ses activités de façon considérable. En 1999, il réalise Quand je serai parti... Vous vivrez encore (1999), son dernier long métrage de fiction, qui porte sur la rébellion des patriotes. L'année suivante, en 2000, il réalise la photographie d'Anne Hébert, 1916-2000 (2000) de Jacques Godbout. Quelques années plus tard, il coréalise avec dix autres cinéastes Au cri du bonheur (2007), un film composé de plusieurs courts métrages portant sur des poèmes.

### Mort
Michel Brault meurt subitement le 21 septembre 2013 à Toronto. Il était en route pour le festival Film North de Huntsville, en Ontario. Ses obsèques se déroulent le 4 octobre 2013  l'église de Saint-Mathieu-de-Belœil, en Montérégie. Claude Gauthier, qui avait occupé des rôles principaux dans Entre la mer et l'eau douce et Les Ordres, chante durant la cérémonie, qui se tient en présence de nombreuses personnalités politiques dont la première ministre du Québec Pauline Marois et Jacques Parizeau, ancien premier ministre du Québec. En 2014, l'ONF met en ligne un film en hommage à sa carrière.

## Œuvre
Avec ses collègues francophones de l'ONF, Michel Brault est l'un des pionniers du cinéma direct au Québec. Ce style vise à capter l'événement filmé sans mise en scène et avec une intervention minimale de la part de l'équipe de tournage, afin de bien saisir les réalités de la vie quotidienne. Il repose sur l'usage d'équipements plus légers et se caractérise par de nouvelles techniques cinématographiques relevant d'une caméra plus participative, dont l'enregistrement sonore synchrone, les conditions d'éclairage épurées ou l'usage d'un objectif grand angle. Le genre connait ses premiers balbutiements avec la série Candid Eye, sur laquelle Brault travaille pendant un temps, mais s'affirme vraiment avec la sortie des Raquetteurs en 1958. Ce dernier devient ainsi le premier film du cinéma direct, même s'il lui manque encore quelques caractéristiques, comme le son synchrone.         
Dans une entrevue avec Hubert Aquin à Radio-Canada, en 1961, Brault exprime l'importance de cette innovation: « Le jour où l'on a pu arriver à libérer la caméra de sa grosseur, de son trépied et de faire une caméra qui prenait le son en même temps, on a pu à ce moment-là laisser la vie se dérouler devant la lentille ». Cette nouvelle façon de faire s'avère ainsi extrêmement importante dans le développement du cinéma québécois, auquel elle donne une identité propre. Dans le contexte plus large de la Révolution tranquille, le cinéma québécois naissant, avec les cinéastes francophones de l'ONF, cherche à donner la parole aux Canadiens français, et ce malgré la résistance des dirigeants anglophones de l'institution,.         

### Prix et reconnaissances
Michel Brault reçoit de nombreux prix durant sa carrière. En 1964, Pour la suite du monde obtient le prix du meilleur film ainsi que le prix spécial du Palmarès du film canadien. Quelques années plus tard, en 1971, Brault reçoit le prix de la cinématographie du Palmarès du film canadien pour Mon oncle Antoine. C'est sans conteste pour Les Ordres qu'il se voit décerner les plus hautes reconnaissances. Ainsi, le film remporte le prix de la mise en scène du Festival de Cannes, le prix de la critique de l'Association québécoise des critiques de cinéma, le prix du film de l'année, du meilleur scénario original et de la meilleure réalisation du Palmarès du film canadien ainsi que le prix Victor-Morin de la Société Saint-Jean-Baptiste. En 1981 et en 1983, Brault reçoit le prix Génie pour la meilleure photographie (respectivement pour Les Bons débarras et Treshold). En 1990, il gagne le Gémeaux du meilleur réalisateur pour Les noces de papier et remporte de nouveau la statuette en 1996 pour Shabbat Shalom. La même année, il se voit décerner le prix du Gouverneur général du Canada pour la réalisation artistique. 
Pour l'ensemble de son œuvre cinématographique, il reçoit en 1980 le prix Molson du Conseil des arts du Canada. Le gouvernement du Québec lui accorde le prix Albert-Tessier en 1986.  En 2003, en reconnaissance de sa carrière et de l'influence qu'il a exercé sur le cinéma et la culture du Québec, il est nommé officier de l'Ordre national du Québec. Deux ans plus tard, en 2005, il remporte le prix Jutra pour l'ensemble de son œuvre. Enfin, en 2012, il reçoit le prix d'excellence du Festival canadien et international du cinéma Hot Docs.

## Filmographie sélective

### Réalisateur
- 1958 : Les Raquetteurs, coréalisé avec Gilles Groulx
- 1961 : Chronique d'un été de Jean Rouch et Edgar Morin (collaboration de Michel Brault)
- 1961 : La Lutte, coréalisé avec Claude Fournier, Marcel Carrière et Claude Jutra
- 1961 : Québec USA ou l'invasion pacifique avec Claude Jutra
- 1962 : Les Enfants du silence
- 1963 : Pour la suite du monde, coréalisé avec Pierre Perrault
- 1964 : Geneviève
- 1964 : Le Temps perdu
- 1967 : Entre la mer et l'eau douce
- 1968 : Les Enfants de Néant
- 1969 : Éloge du chiac
- 1971 : L'Acadie, l'Acadie?!?, coréalisé avec Pierre Perrault
- 1974 : Les Ordres
- 1974 à 1980 : Le Son des Français d'Amérique, coréalisé avec André Gladu
- 1988 : L'Emprise
- 1989 : Les Noces de papier
- 1991 : Montréal vu par…
- 1992 : Shabbat Shalom!
- 1994 : Mon amie Max
- 1999 : Quand je serai parti... vous vivrez encore

### Directeur de photographie
- 1958 : Les Mains nettes de Claude Jutra
- 1961 : Golden Gloves de Gilles Groulx
- 1963 : À tout prendre de Claude Jutra
- 1967 : Entre la mer et l'eau douce
- 1967 : Jean-Paul Sartre et Simone de Beauvoir[73]
- 1969 : Entre tu et vous de Gilles Groulx
- 1970 : Un pays sans bon sens! de Pierre Perrault
- 1971 : Mon oncle Antoine de Claude Jutra
- 1972 : Le Temps d'une chasse de Francis Mankiewicz
- 1973 : Kamouraska de Claude Jutra
- 1975 : Le Temps de l'avant d'Anne-Claire Poirier
- 1979 : Mourir à tue-tête d'Anne Claire Poirier
- 1980 : Les Bons Débarras de Francis Mankiewicz
- 1981 : Threshold de Richard Pearce
- 1982 : La Quarantaine d'Anne Claire Poirier

### Scénariste
- 1967 : Entre la mer et l'eau douce
- 1974: Les Ordres
- 1991 : Montréal vu par...

### Montage
- 1967 : Entre la mer et l'eau douce
- 1969 : Éloge du chiac

### Médiagraphie
« Pour la suite du monde, premier film québécois au Festival de Cannes », Aujourd'hui l'histoire, sur Radio-Canada Ohdio, 24 juin 2017.